# Feliniopsis confusa
Feliniopsis confusa là một loài bướm đêm trong họ Noctuidae.